# Staphylococcus aureus

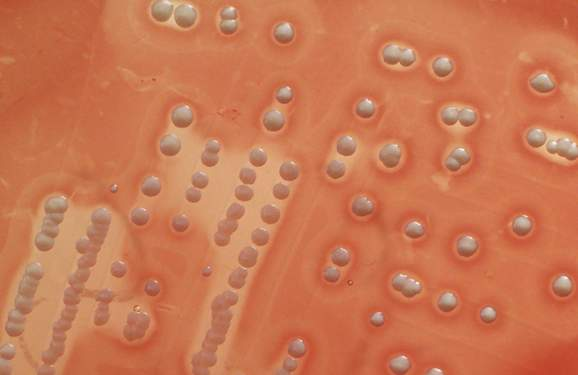
Những khúm vàng của S. aureus trong dĩa thạch agar. Chú ý những vùng trống xung quanh các khúm, là do sự phân giải hồng cầu trong thạch (tan huyết beta)

Staphylococcus aureus (phát âm /ˌstæfɨlɵˈkɒkəs ˈɔri.əs/, hay Tụ cầu vàng là một loài tụ cầu khuẩn Gram-dương hiếu khí tùy nghi, và là nguyên nhân thông thường nhất gây ra nhiễm khuẩn trong các loài tụ cầu. Nó là một phần của hệ vi sinh vật sống thường trú ở da được tìm thấy ở cả mũi và da. Khoảng 20% dân số loài người là vật mang lâu dài của S. aureus và tỉ lệ có thể lên tới 80% đối với những người làm việc ở các cơ sở y tế, những người sử dụng kim tiêm thường xuyên (như bệnh nhân tiểu đường), bệnh nhân nằm viện và những người có hệ miễn dịch suy yếu . Sắc tố carotenoid staphyloxanthin làm nên tính chất màu vàng của 'S. aureus', vốn có thể thấy được từ các khóm cấy trên thạch của vi khuẩn này. Sắc tố đóng vai trò là một tác nhân độc hại có tính chất chống oxy hóa giúp cho vi sinh vật không bị chết bởi các chủng oxy gây phản ứng được sử dụng bởi hệ thống miễn dịch. Các tụ cầu thiếu sắc tố sẽ dễ dàng bị tiêu diệt bởi hệ thống miễn dịch của cơ thể ký chủ.

## Lịch sử phát hiện
Ngày 9 tháng 4 năm 1881, bác sĩ người Scotland Alexander Ogston đã trình bày tại hội nghị lần thứ 9 Hội phẫu thuật Đức một báo cáo khoa học trong đó ông sử dụng khái niệm tụ cầu khuẩn (Staphylococcus), trình bày tương đối đầy đủ vai trò của vi khuẩn này trong các bệnh lý sinh mủ trong lâm sàng.
Staphylococcus aureus do Robert Koch (1843-1910) phát hiện vào năm 1878, phân lập từ mủ ung nhọt và Loius Pasteur (1880) đều nghiên cứu tụ cầu khuẩn từ thời kỳ đầu của lịch sử ngành vi sinh vật học.
Năm 1926, Julius von Daranyi là người đầu tiên phát hiện mối tương quan giữa sự hiện diện của hoạt động men coagulase huyết tương của vi khuẩn với khả năng gây bệnh của nó. Tuy nhiên mãi đến năm 1948, phát hiện này mới được chấp nhận rộng rãi.

## Môi trường sống
Staphylococcus aureus có trong nhiều môi trường sống trước đây, thường sống ký sinh vô hại, nhưng cũng có thể gây bệnh, đặc biệt là khi Staphylococcus aureus (SA) xâm nhập hoặc xuyên qua da, chúng có thể gây ra nhiều loại nhiễm trùng khác nhau, chẳng hạn như các
sự nhiễm trùng da, làm loét, phỏng da hoặc các sự nhiễm trùng nặng trong máu, phổi hoặc các mô khác. Những phụ nữ cho con bú có thể bị nhiễm một bệnh do tụ cầu gọi là chứng viêm vú, có thể đưa vi khuẩn vào sữa mẹ. Tụ cầu phải khi xâm nhập vào phổi có thể gây viêm phổi, khi vào xương nó có thể gây viêm tủy xương. Nhiễm khuẩn huyết do tụ cầu vàng cũng có thể gây nhiễm trùng ở tim và van tim (viêm cơ tim). Nếu tụ cầu lưu thông trong máu, nó có thể được chuyển đến các hệ cơ quan trong cơ thể và gây các bệnh nhiễm trùng nghiêm trọng, có thể nguy hiểm đến tính mạng (nhiễm khuẩn huyết), có thể dẫn tới sốc hay suy đa phủ tạng và gây tử vong.
Mọi người có thể bị ngộ độc thực phẩm khi ăn phải những thức ăn bị nhiễm tụ cầu vàng SA, khiến người bệnh bị nôn mửa dữ dội và có thể bị sốt. Những thực phẩm dễ bị nhiễm tụ cầu vàng nhất bao gồm trứng, thịt gia súc, gia cầm, salad (gồm trứng, cá ngừ, thịt gà, khoai tây, mỳ ống), các loại bánh nướng có kem và các sản phẩm từ sữa.

## Đặc điểm

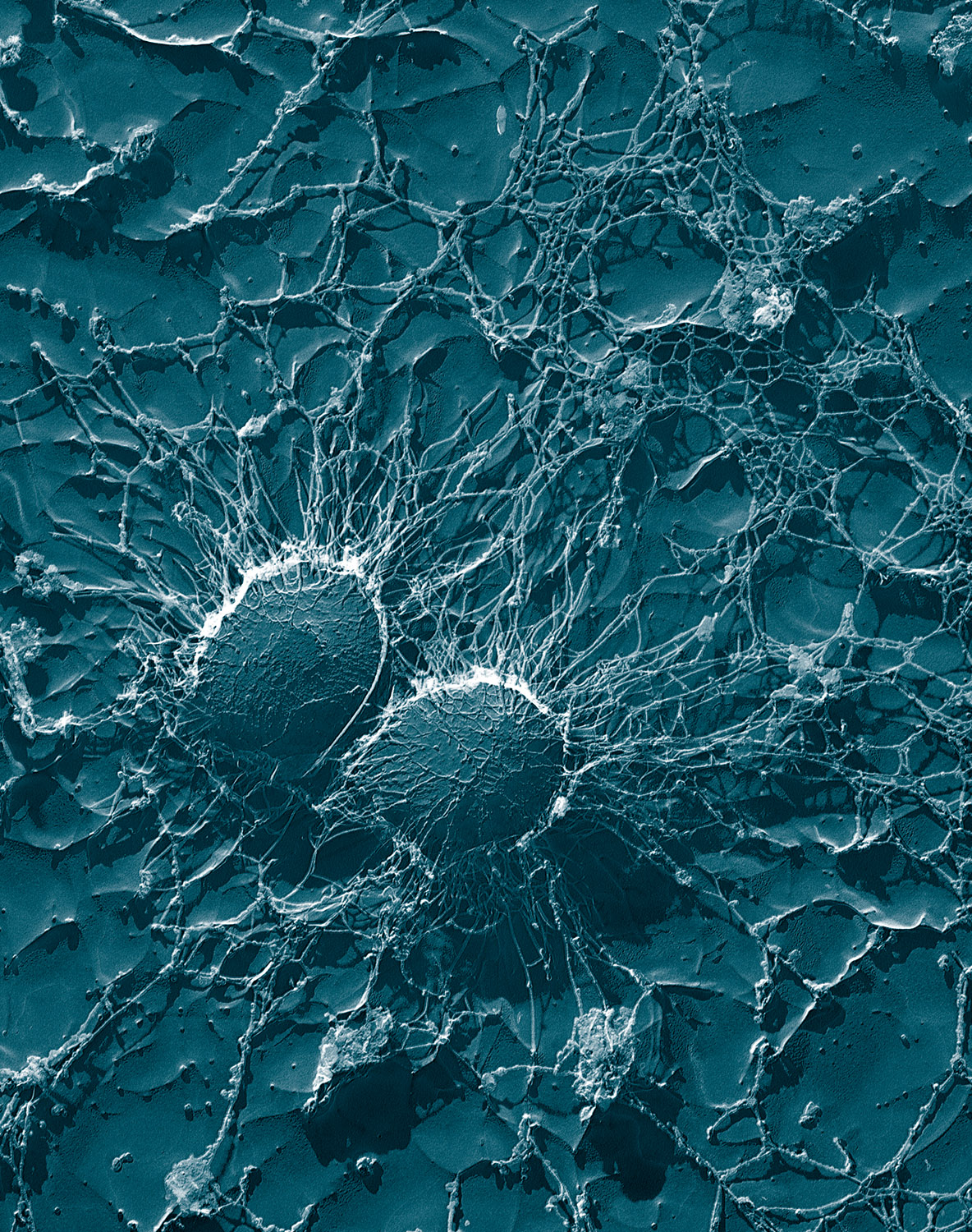
Tế bào vi khuẩn Staphylococcus aureus, một trong những nguyên nhân của bệnh viêm vú ở bò sữa, viên nang lớn của nó bảo vệ cơ thể khỏi bị tấn công bởi sự phòng thủ miễn dịch của bò. Nhìn dưới kính hiển vi x 50.000

### Đặc điểm chung
- Stahylococcus aureus phân bố rộng rãi trong tự nhiên có nhiều trong các thực phẩm như: thịt, trứng, sữa... và trên da, tóc, lông của người và động vật.
- Bị lây nhiễm từ người chế biến, động vật bị nhiễm bệnh, được xếp vào nhóm vi khuẩn cơ hội, vì có mặt rộng rãi và thường xuyên trong mô và chờ đợi điều kiện thuận lợi để xâm nhập.
- Staphylococcus ( tiếng Hy Lạp là  staphyle) có nghĩa là chùm nho là nói về các cầu khuẩn kị khí tuỳ ý. Vi khuẩn Gram dương, không di động, không sinh nha bào, có hình cầu, đường kính 0.8 - 1 µm, hình thức tập hợp này do vi khuẩn phân bào theo nhiều chiều trong không gian; trong bệnh phẩm vi khuẩn có thể đứng lẻ, từng đôi hoặc đám nhỏ.
- Một số Staphylococcus được tìm thấy khắp nơi và có thể phân lập từ không khí, bụi, thực phẩm, thường trú ở vùng da và niêm mạc của người.
- Giống Staphylococcus có hơn 20 loài khác nhau, trong đó có 3 loài tụ cầu có vai trò trong y học:
+ Staphylococcus aureus (S. aureus): Tụ cầu vàng được xem là tụ cầu gây bệnh.
+ Staphylococcus epidermidis (Tụ cầu da).
+ Staphylococcus saprophyticus.

### Đặc điểm sinh hóa
- Phát triển tốt ở môi trường tổng hợp, đặc biệt ở môi trường thạch máu hoặc huyết thanh. Sinh beta hemolysis trong môi trường thạch máu
- Phản ứng indol, NH3, thủy phân gelatine, đông huyết tương
- Trên môi trường thạch khuẩn lạc có hình tròn trơn bóng, đục mờ
- Trên môi trường lỏng tế bào ở dạng cặn, vòng nhãn mờ trong ống nghiệm ở bề mặt môi trường.
- Tính chất nuôi cấy:
+ Vi khuẩn phát triển dễ dàng ở môi trường thông thường, không thể sinh trưởng ở nhiệt độ thấp. Theo Mc Landsborough L. (2005), nhiệt độ sinh trưởng tối ưu của S. aureus là 18 – 40℃, pH = 7,2. Tuy nhiên mọc tốt nhất ở 25℃, hiếu khí hay kỵ khí tuỳ ý. Ở canh thang, sau 5 – 6 giờ làm đục môi trường, sau 24 giờ làm đục rõ. Ở môi trường đặc, khuẩn lạc tròn lồi, bóng láng, óng ánh co thể có màu vàng đậm, màu vàng cam hoặc màu trắng, tương đối lớn sau 24 giờ. Ngoài ra S. aureus có thể sinh trưởng được trên môi trường có hoạt độ thấp hơn các loài vi khuẩn khác hoặc môi trường có nồng độ muối cao.
+ Khi phát hiện trong môi trường, tạo sắc tố vàng sau 1 - 2 ngày nuôi cấy ở nhiệt độ phòng và đều tổng hợp enterotoxin ở nhiệt độ trên 15℃, nhiều nhất là khi tăng trưởng ở 35 - 37℃.
+ Những chủng khác nhau làm tan máu ở những mức độ khác nhau, ở thạch máu, typ tan máu β thường được quan sát xung quanh khuẩn lạc.
S.aureus được xác định trên cơ sở các đặc điểm tăng trưởng và phản ứng đông huyết tương của các dòng thuần từ các khuẩn lạc đặc trưng trên môi trường phân lập. Sự hiện diện với mật độ cao của S. aureus trong thực phẩm chỉ thị điều kiện vệ sinh và kiểm soát nhiệt độ kém của quá trình chế biến nên thhường có mặt trong nhóm thực phẩm đã được qua chế biến và nấu chín.
- Tính chất sinh hoá và đề kháng:
+ Tụ cầu vàng tương đối chịu nhiệt và thuốc sát khuẩn hơn những vi khuẩn khác, chịu độ khô và có thể sống ở môi trường nồng độ NaCl cao (9%), nhiều chủng tụ cầu vàng đề kháng với penicillin và các kháng sinh khác.
+ S. aureus có phản ứng DNase, Catalase (+) (chuyển hoá hydrogen peroxide thành nước và oxygen, phosphase (+), có khả năng lên men và sinh acid từ mannitol, trehalose, sucrose, desoxyribonuclease là enzyme phân giải DNA. Tất cả các dòng S. aureus đều mẫn cảm với novobiocine.
+ Hầu hết các chủng tụ cầu đều sản xuất được men penicillinase (beta – lactamase). Men này phá huỷ vòng beta – lactam, cấu trúc cơ bản của các kháng sinh như penicilline G, Ampicilline và Ureidopenicilline, làm cho các kháng sinh này mất tác dụng.
+ Ngoài ra, tụ cầu khuẩn S. aureus không có khả năng tạo bào tử như vi khuẩn Chlamydomonas perfringens, Chlamydomonas botulinum và Bacillus cereus cũng thường được tìm thấy trong các thực phẩm nhiễm khuẩn.
- Cấu trúc kháng nguyên:
+ Các tụ cầu có nhiều loại kháng nguyên: protein, polysaccharide, acid teichoic ở vách tế bào.
+ Vách tế bào chứa kháng nguyên polysaccharide, kháng nguyên protein A ở bề mặt. Người ta có thể căn cứ vào các kháng nguyên trên để chia tụ cầu thành nhóm, tuy nhiên phản ứng huyết thanh không có giá trị trong chẩn đoán vi khuẩn.
- Độc tố - Enzym:
+ Khả năng gây bệnh của tụ cầu vàng là do vi khuẩn phát triển nhanh và lan tràn rộng rãi trong mô cũng như tạo thành nhiều độc tố và enzyme. Một số chủng thuộc loài S. aureus có khả năng sinh tổng hợp enterotoxin khi chúng nhiễm vào thực phẩm
+ Độc tố: Hầu hết các dòng S. aureus có thể tổng hợp enterotoxin trong môi trường có nhiệt độ trên 15℃ hơn cả vi khuẩn. Độc tố ruột enterotoxin sản xuất bởi S. aureus là một protein ổn định nhiệt,nhiều nhất khi tăng trưởng ở nhiệt độ 35 – 37℃ và có thể tồn tại nhiệt ở 100℃ trong vòng 30 – 700 phút.
+ Các enzyme ngoại bào:
·       Protease phân giải protein của tế bào chủ.
·       Lipase phân giải lipid.
·       Deoxyribonuclease (DNase) phân giải DNA và các enzyme sửa đổi acid béo (FAME).

## Các yếu tố độc lực của Staphylococcus aureus

### Các yếu tố độc lực bên ngoài
- Laminin và fibronectin tạo thành mạng lưới dày đặc trên bề mặt biểu mô và nội mạc của tế bào kí chủ.
- Fibrin được tạo từ tiền chất thúc đẩy quá trình đông máu và tổn thương mô.
- Adhesion tương tác với collagen giúp vi khuẩn bám lên tế bào mô bị hư hỏng, được tìm thấy ở các chủng gây bệnh viêm xương tủy và viêm khớp.
- Vỏ polysaccharide: một số chủng S. aureus có thể tạo vỏ polysaccharide. Vỏ này cùng với protein A có chức năng bảo vệ vi khuẩn chống lại hiện tượng thực bào.
- Thành vi khuẩn có techoic acid (TE), lypoteichoic acid (LTA), peptidoglycan (PGN), protein A. Gần đây một số nghiên cứu cho thấy màng S. aureus có thành phần diacullipoprotein (DLP) cũng đóng vai trò quan trọng để kích hoạt các miễn dịch tại chỗ và hệ thống. S. aureus còn có các protein giúp cho việc gắn vào da dễ dàng. Đó là các Clumping protein, Pindin protein.
- Sự kháng kháng sinh của S. aureus là một đặc điểm rất đáng chú ý. Đa số S. aureus kháng lại peniciline G kháng lại do vi khuẩn này sản xuất được men peniciline A nhờ gen của R.plasmid. Một số còn lại kháng lại được methycilin gọi là methycilin resistance S. aureus (MRSA), do nó tạo ra được các protein gắn vào các vị trí tác động của kháng sinh. Hiện nay, một số rất ít S. aureus còn đề kháng được với Cephalosporin các thế hệ. Kháng sinh còn dùng trong các trường hợp này là vancomycin.

### Các loại độc tố
- Hemolysis: gồm bốn loại (alpha, beta, gamma, delta), mang bản chất protein gây tan máu beta, tác động khác nhau lên các hồng cầu khác nhau. Có khả năng sinh kháng, gây hoại tử da tại chỗ và giết chết súc vật thí nghiệm.
+ Alpha-hemolysis: làm hư hỏng màng tế bào mạnh nhất, có khả năng ức chế thẩm thấu của màng, liên kết với các tế bào nhạy cảm như tiểu cầu, bạch cầu có khả năng phân hủy hồng cầu tổn thương hồng cầu. Alpha-hemolysin tiết ra sẽ gắn vào màng của tế bào nhạy cảm, sự gắn kết đó tạo thành một màng đầy nước tạo điều kiện thấm nước không kiểm soát được các ion và các phân tử hữu cơ nhỏ. Khi các phân tử quan trọng đi qua như ATP, ion thì không thể đảo ngược thẩm thấu dẫn đến phá vỡ thành tế bào gây ra cái chết cho tế bào chủ.
+ Beta-hemolysis: là một trong những exotoxins được sản xuất bởi hầu hết các chủng S.aureus, là protein có khả năng gây thoái hóa sphingomyelin gây ngộ độc cho nhiều tế bào kể cả hồng cầu người.
+ Delta-hemolysis: là một peptide rất nhỏ sản xuất bởi hầu hết các chủng S.aureus, là một protein hoạt động bề mặt và có thể dễ dàng chèn thêm chính nó vào cấu trúc màng kỵ nước và các kênh ion.
+ Gamma-hemolysis: nhạy cảm với các loại hồng cầu của thỏ, cừu,  người, chuột, bò, ngựa. Gây ra hoại tử nhẹ ở da thỏ, chuột, có thể gây chết thỏ.
- Độc tố gây hội chứng sốc nhiễm độc TSST (toxic shock syndrome toxin): thường gặp ở những phụ nữ có kinh dùng bông băng dày, bẩn hoặc những người nhiễm trùng vết thương. Khó phân biệt độc tố này với enterotoxin F. TSST kích thích giải phóng TNF (Tumor neerosis factor, yếu tố hoại tử u) và các interleukin I, II. Cơ chế gây sốc của nó giống như độc tố ruột.
- Độc tố exfoliatin hay epidermolitic: Là các men phá hủy thượng bì. Men này gây tổn thương da tạo các bọng nước, Gây hội chứng phồng rộp và chốc lở da ở trẻ em. 85% các chủng S.aureus thuộc loại phage nhóm II tạo độc tố này. Nó gồm hai loại A và B, đều là polypeptide, loại A bền với nhiệt độ 100℃/20 phút, còn loại B thì không. Kháng thể đặc hiệu có tác dụng trung hòa độc tố này.
- Alpha toxin: bản chất là protein gây tan các bạch cầu đa nhân và tiểu cầu, từ đó gây ra ổ áp xe, hoại tử da và tan máu. Độc tố có tính kháng nguyên nhưng kháng thể của nó không có tác dụng chống nhiễm khuẩn.
- Độc tố bạch cầu (Leucocidin): là nhân tố giết chết bạch cầu của nhiều loại động vật, bản chất là protein, không chịu nhiệt. Tụ cầu gây bệnh có thể bị thực bào như tụ cầu không gây bệnh nhưng lại có khả năng phát triển bên trong bạch cầu. Gồm hai mảnh F và S có thể tách rời nhau, trọng lượng phân tử là 3200 và 38000 Dalton. Nếu hai mảnh này tách rời nhau thì chúng sẽ mất khả năng gây độc. Chúng gây ra nhiễm trùng da và hoại tử.
- Ngoại độc tố sinh mủ (pyrogenic): độc tố này tương tự như độc tố sinh mủ của liên cầu. Protein ngoại độc tố này có tác dụng sinh mủ và phân bào lymphocyte, đồng thời nó làm tăng nhạy cảm với nội độc tố như gây shock, hoại tử gan và cơ tim. Gồm ba loại ký hiệu A, B, C. Ba loại này khác nhau về trọng lượng phân tử và về tính đặc hiệu kháng nguyên, giống nhau về khả năng sinh mủ và phân bào.
- Dung huyết tố (hemolycin staphylolycin): phá hồng cầu (tan máu) và gây chết các tế bào hạt cũng như đại thực bào.
- Fribrinolysin (enzyme Staphylokinase): Nhiều chủng của S.aureus thể hiện một hoạt hóa plasminogen gọi là staphylokinase. Nó làm phá hủy fibrin. Là một enzyme đặc trưng cho các chủng gây bệnh ở người trong các cục máu và gây vỡ các cục máu này tạo nên tắc mạch. Cơ chế này giống với Steptokinase, được sử dụng trong y học để điều trị bệnh nhân bị huyết khối động mạch vành.
- Coagulase: làm đông huyết tương người và thỏ, chống đông với citrate natri và oxalate natri. Coagulase làm dính tơ huyết vào bề mặt vi khuẩn và do đó cản trở sự thực bào. Men này gắn với prothrombin trong huyết tương và hoạt hóa quá trình sinh fibrin từ tiền chất fibrinogen. Enzyme này cùng với yếu tố kết cụm và một enzyme vách vi khuẩn giúp S. aureus tạo kết tủa fibrin trên bề mặt của nó.
- Hyaluronidase: men này có khả phá hủy chất cơ bản của tổ chức, giúp vi khuẩn có thể phát tán trong tổ chức. Thủy phân axit hyaluronic của mô liên kết.
- Beta- lactamase: men này phá hủy vòng beta lactam, cấu trúc cơ bản của các kháng sinh như penicilline G, Ampicilline và Uredopenicilline làm cho các kháng sinh này mất tác dụng.
- Độc tố ruột (enterotoxin): Trong đó có SEB (Staphylococcal enterotoxin B). Do một số chủng tụ cầu vàng tạo thành, đặc biệt lúc phát triển ở nồng độ CO2 lớn (30%) và môi trường đặc vừa. Đây là những loại protein tương đối chịu nhiệt không bị phân hủy bởi sự đun nấu. Nó đề kháng với sự đun sôi trong 30 phút cũng như tác động của enzyme ở ruột. Các độc tố ruột này gây nhiễm khuẩn thức ăn và viêm ruột cấp. Bao gồm sáu loại được ký hiệu từ A-F. Về mặt miễn dịch sáu loại này được phân biệt rõ ràng mặc dù chúng có kháng nguyên chéo về cơ chế gây bệnh, kích thích tạo ra một lượng lớn interleukin I và II.

### Hệ gen
Hiện nay người ta đã thành công trong việc giải trình tự gen của tụ cầu vàng được kí hiệu: Newman, COL, UMRSA 252, MW2, MSSA476, N315, Mn50, RF122. Steven và cộng sự đã thành công trong việc giải trình tự gen dài 2809422 bp của chủng S.aureus COL. Kết quả giải trình tự đã được ghi nhận trên Genbank với mã số CP000046.1 cho hệ gen nhân và CP000045 cho hệ gen plasmid. Trình tự gen của tụ cầu vàng có chứa ít nhất các cặp G-C, điều này gây ra mối nguy hại về việc chuyển gen từ chủng tụ cầu vàng sang các tác nhân gây bệnh Gram dương khác. Các chủng S.aureus được phân lập từ các chủng thực phẩm tỷ lệ enterotoxigenic được ước tính khoảng 25%. Tại Pháp trong số 61 chủng phân lập từ phomat và sữa tươi có 15,9% chủng là giống enterotoxigenic. Trong 332 chủng S.aureus phân lập từ nhiều loại thức ăn có 57% chủng chứa gen SEG, SEH, SEI, SEJ.

## Sự lây lan
Khuẩn tụ cầu vàng có thể lây lan một cách dễ dàng và nhanh chóng giữa người với người thông qua những tiếp xúc trực tiếp như bắt tay, chạm vào các đồ vật nhiễm khuẩn như tay nắm cửa, các vật dụng công cộng như ở phòng gym v.v.. và qua hít phải các hạt nước hắt hơi mang khuẩn, tuy nhiên trường hợp này rất hiếm gặp.

## Staphylococcus aureuskháng methicillin (MRSA)

### Tổng quan
Staphylococcus aureus kháng methicillin (Methicillin-resistant Staphylococcus aureus hay là Multi-resistant Staphylococcus aureus, viết tắt MRSA) là chủng tụ cầu vàng có khả năng đề kháng với những kháng sinh nhóm penicillin bao gồm methicillin, penicillin, amoxicillin và oxacillin, được coi là một loại "siêu vi khuẩn" vì hiện nay nó có khả năng đề kháng với rất nhiều loại kháng sinh mà trước kia có thể sử dụng để tiêu diệt MRSA trong các bệnh viện, trung tâm y tế...
Tại Mỹ vào năm 2005, có khoảng 19.000 người chết vì nhiễm trùng MRSA. Tại Đức, ước tính số người chết do nhiễm trùng tại bệnh viện có sự chênh lệch lớn, từ khoảng 1.500 đến khoảng 40.000 người chết mỗi năm.
Dựa theo một số đặc điểm, MRSA được chia thành 2 nhóm là HA-MRSA và CA-MRSA. HA-MRSA là nhóm tụ cầu vàng đa kháng kháng sinh, có khả năng gây nhiễm khuẩn nặng và lan tràn ở những bệnh nhân nằm viện. Trong khi đó, CA-MRSA lại thông thường chỉ gây nhiễm khuẩn da và mô mềm ở những người khỏe mạnh. CA-MRSA đa số vẫn nhạy với kháng sinh nhóm beta lactam; tuy nhiên, chúng có thể sản xuất độc tố Panton-Valentine gây hại cho các tế bào miễn dịch . Tuy nhiên, do một người có thể nhiễm tụ cầu vàng ở cộng đồng rồi biểu hiện các dấu hiệu nhiễm khuẩn tại bệnh viện và ngược lại nên lằn ranh phân biệt giữa 2 nhóm này ngày càng mờ đi.

### Quá trình kháng thuốc
Vào năm 1940, penicillin được đưa vào sử dụng cho các ca nhiễm khuẩn. Tuy nhiên, chỉ 2 năm sau, chủng tụ cầu vàng kháng penicillin đã được phát hiện. Sau đó vào năm 1959, methicillin bắt đầu được sử dụng và chỉ 1 năm sau, chủng S. aureus kháng methicillin được phân lập. Sự kháng methicillin vẫn diễn ra đến ngày nay với thêm nhiều chủng MRSA xuất hiện. Vì sự sử dụng rộng rãi của vancomycin mà chủng S. aureus kháng vancomycin ở nồng độ trung bình (VISA) đã lộ diện vào những năm 1990s. Đó cũng là khoảng thời gian đánh dấu sự có mặt của CA-MRSA trong cộng đồng. Vào năm 2002, tụ cầu vàng kháng vancomycin (ở nồng độ cao) đã được phân lập lần đầu tiên .

### Cơ chế kháng thuốc
Gen kháng methicillin (mecA) nằm trên SCCmec (Staphylococcal cassette chromosome mec) . SCCmec được biết đến là "vùng kháng kháng sinh" bởi nó không chỉ chứa gen khác methicillin mà còn các gen kháng kháng sinh ngoài nhóm beta lactam và kim loại nặng. Đặc biệt, vùng gen này có thể tự di chuyển ra khỏi hoặc gắn vào nhiễm sắc thể của tụ cầu khuẩn nhờ hoạt động của enzyme tái tổ hợp. Chính vì vậy, nó có thể được chuyển một cách dễ dàng từ một tụ cầu vàng kháng thuốc sang tụ cầu khuẩn nhạy thuốc bằng sự tiếp hợp . Điều này dẫn tới sự lan truyền ngày càng nhanh chóng và rộng rãi của tụ cầu vàng đa kháng thuốc.

## Khả năng trốn thoát hệ miễn dịch

### Hệ miễn dịch bẩm sinh

#### Bất hoạt con đường hoạt hóa bổ thể
Khuẩn tụ cầu vàng có nhiều cách khác nhau để trốn thoát hệ miễn dịch của con người, chẳng hạn như chúng có khả năng sống sót bên trong bạch cầu trung tính  và/ hoặc tạo ra protein Map cản trở phản ứng của tế bào lympho T . Ngoài ra, những vi khuẩn này còn có khả năng ngăn chặn bổ thể vốn là hàng rào miễn dịch đầu tiên để bảo vệ cơ thể khỏi mầm bệnh.
Các nhà khoa học đã phát hiện ra rằng S. aureus tiết ra một loại protein là Efb (Extracellular fibrinogen binding protein). Protein này có kích thước khoảng 19 kDa và có thể bám vào tơ huyết cũng như C3b- một thành phần vô cùng quan trọng của quá trình hoạt hóa bổ thể. Sự liên kết này ngăn cản C3b bám lên các tế bào mầm bệnh, từ đó ngăn chặn sự hoạt hóa bổ thể theo con đường cổ điển và con đường nhánh. Điều này dẫn tới quá trình thực bào nhờ opsonin hóa cũng bị bất hoạt .
Như vậy, nhờ protein Efb tiết ra mà khuẩn tụ cầu vàng có thể bất hoạt cả hai con đường hoạt hóa bổ thể cổ điển và con đường nhánh. Cùng với những khả năng lẩn trốn hay điều chỉnh phản ứng miễn dịch khác mà vi khuẩn này có thể tồn tại và gây nhiễm trùng lâu dài trong cơ thể con người.

## Cách phòng tránh
Cách phòng tránh sự lây lan của vi khuẩn này là giữ vệ sinh, rửa tay kỹ với xà phòng hay chất diệt khuẩn trước khi chế biến thực phẩm và sau khi đi vệ sinh; làm sạch và tiệt trùng nhà bếp và khu vực ăn uống; khi nấu, đảm bảo nhiệt độ cao trên 60 độ C và bảo quản thực phẩm lạnh dưới 4 độ C. Ngoài ra giữ sạch sẽ và hạn chế tiếp xúc với các bề mặt nhiều người sử dụng như các thanh tay vịn, các vòi nước, hoặc các tay nắm cửa, đặc biệt là trong bệnh viện và các khu cộng đồng. Tại các cơ sở y tế, bệnh nhân nên được tầm soát MRSA và nếu phát hiện thì họ cần được cách li để tránh lây lan cho mọi người .

## Hình ảnh

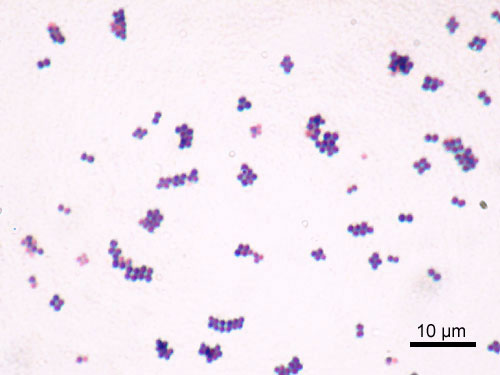
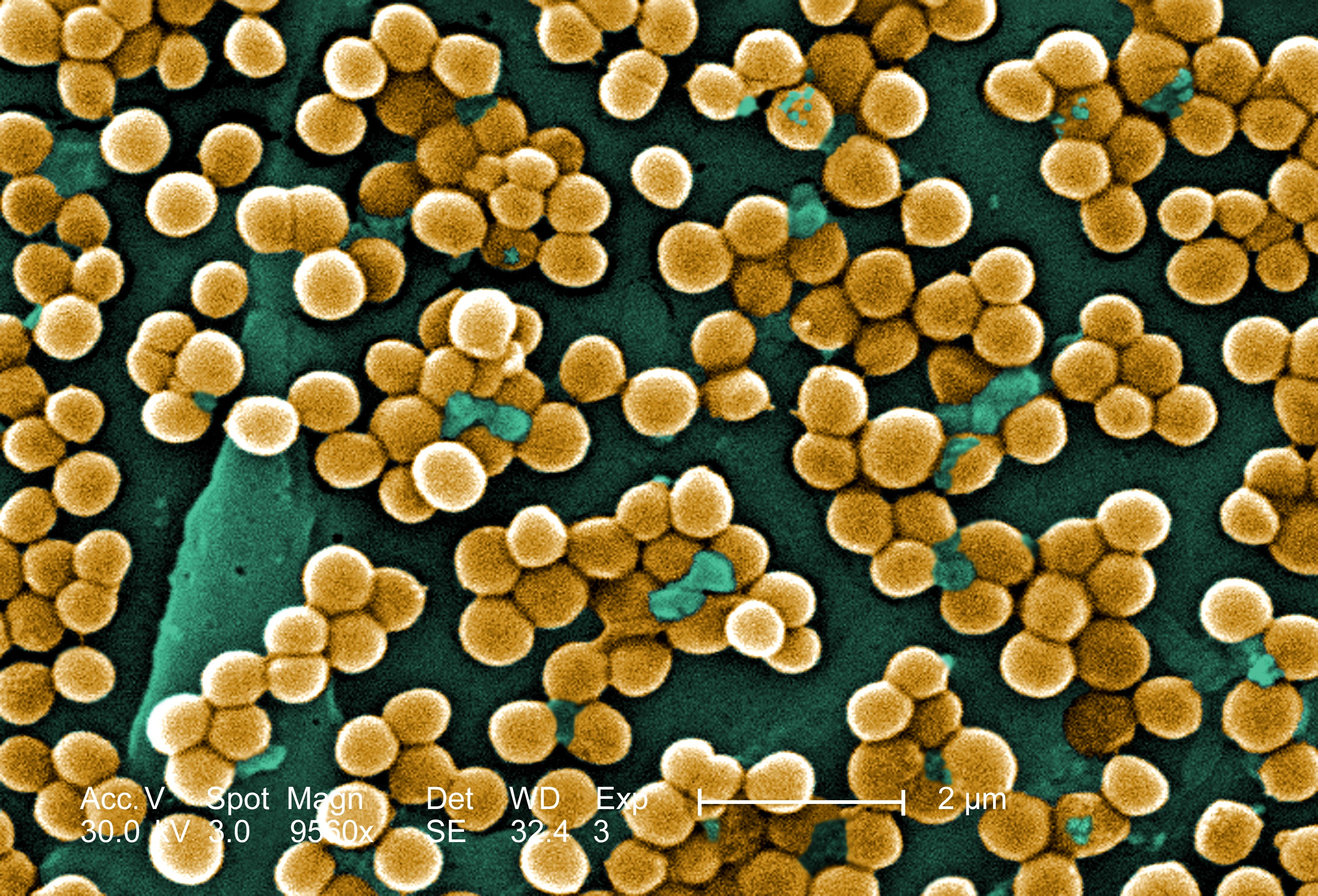